# Візуальна новела

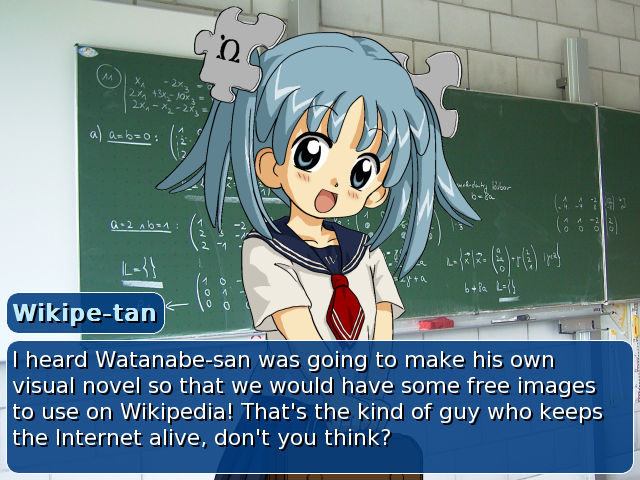
Ілюстрація візуальної новели, створеної в Ren'Py. Характерні елементи: фон, зображення персонажа та текстове вікно.

Візуальна новела (яп. ビジュアルノベル, латиніз. bijuaru noberu, англ. visual novel) — вид електронної інтерактивної літератури. Візуальні новели часто асоціюють з відеоіграми, проте не завжди до них відносять. Вони поєднують текстову оповідь зі статичними або анімованими ілюстраціями та різним ступенем інтерактивності.
Візуальні новели виникли та особливо поширені в Японії, де в 2006 році вони становили майже 70% ігор, випущених для ПК. У японській мові часто розрізняють візуальні новели (NVL, від «novel»), які складаються переважно з розповіді та мають дуже мало інтерактивних елементів, і пригодницькі ігри (AVG або ADV, від «adventure game»), які включають інші види ігрового процесу. Ця відмінність зазвичай втрачається за межами Японії, оскільки як візуальні новели, так і пригодницькі ігри в стилі ADV міжнародні шанувальники зазвичай називають «візуальними новелами».
Візуальні новели рідко видаються виключно для спеціалізованих ігрових консолей, але більш популярні ігри іноді портують з ПК на такі системи, як Sega Saturn, Dreamcast, PlayStation Portable та Xbox 360. Більш відомі візуальні новели також часто адаптують до ранобе, манги чи аніме, а іноді за ними випускають інші відеоігри в тому ж всесвіті, такі як рольові відеоігри чи екшен-ігри. Ринок візуальних новел за межами Східної Азії невеликий, хоча ряд аніме, заснованих на візуальних новелах, популярні серед шанувальників аніме і на Заході, наприклад: Clannad, Danganronpa, Steins;Gate, Fate/stay night.

## Структура
Візуальні новели відрізняються від інших типів ігор своїм мінімальним геймплеєм. Зазвичай більша частина дій гравця — це клацання для перемикання тексту, зображень та звуку, ніби гортання сторінок в книзі (багато новіших ігор також пропонують функції авто-відтворення та перемотування вперед), що іноді переривається виборами для продовження сюжету. Іншою важливою ознакою візуальних новел є їх сильний акцент на прозі, оскільки розповідь у них подається через текст. Ці характеристики роблять проходження візуальних новел схожим на читання книг.
Більшість візуальних новел мають кілька сюжетних ліній і більше однієї кінцівки; ігровий процес в цих випадках зазвичай складається з періодичних точок множинного вибору, в яких гравець вибирає напрямок подальшого сюжету гри. Наприклад, у візуальних новелах, що є симуляторами побачень, гравцеві пропонується зустрічатися з одним із кількох персонажів, вибір між якими, у свою чергу, призводить до різних кінцівок. Цей стиль геймплею нагадує інші види інтерактивної літератури, такі як коротші та менш деталізовані друковані книги-ігри.
Деякі візуальні новели не обмежуються лише інтерактивними сюжетами, а й також об'єднують їх з іншими елементами геймплею. Прикладом такого підходу є новела Symphonic Rain, в якій від гравця іноді вимагається «заграти» на якомусь музичному інструменті та набрати при цьому достатньо балів, щоб продовжити гру. Зазвичай такі елементи застосовуються як сюжетний прийом.
Аматорські візуальні новели, створені фанатами, теж досить популярні; існує низка безкоштовних ігрових рушіїв, спрямованих на полегшення їх створення, зокрема KiriKiri, NScripter та Ren'Py.
У багатьох візуальних новелах негральним персонажам дарують голос японські актори озвучування — сейю. Часто головний герой (тобто персонаж гравця) не має голосу, навіть якщо решта персонажів повністю озвучені. Цей вибір має на меті допомогти гравцеві ідентифікувати себе з головним героєм і уникнути необхідності записувати велику кількість діалогів, оскільки головний герой зазвичай має найбільше розмовних реплік через розгалужену природу візуальних новел.

### Сюжетні розгалуження
Нелінійні розгалужені сюжетні лінії є поширеною тенденцією у візуальних новелах, що часто використовують кілька сюжетних ліній для досягнення різних кінцівок, даруючи гравцеві свободу вибору на цьому шляху, подібно до романів «Choose Your Own Adventure». Точки виборів у візуальних новелах часто дають гравцям можливість змінити перебіг подій гри, створюючи велику кількість можливих результатів. Відомим прикладом є Zero Escape: Virtue's Last Reward, в якій майже кожна дія та вибір діалогу можуть призвести до відкриття абсолютно нових розгалужень та кінцівок. Кожен шлях розкриває лише певні аспекти основної сюжетної лінії, і лише через кілька проходжень, після віднайдення всіх можливих шляхів і результатів, кожен окремий компонент об’єднується в одну послідовну, вміло написану історію.
Електронне середовище дозволяє візуальним новелам детально дослідити численні аспекти історії та точки зору різних персонажів. Ще однією перевагою є приховані точки прийняття рішень, які автоматично визначаються на основі попередніх виборів гравця. Так, у Fate/stay night те, як персонаж гравця поводився з негральними персонажами під час розвитку сюжету, впливає на те, як вони будуть реагувати на нього в пізніших сценах, наприклад, чи вирішать вони допомогти йому в ситуаціях життя чи смерті. Таке було б набагато складніше провернути у фізичних книгах. Що ще важливіше, візуальні новели не мають таких обмежень у довжині, як фізичні книги. До прикладу, загальна кількість слів англійського фанатського перекладу Fate/stay night, враховуючи всі сюжетні розгалуження, перевищує кількість слів «Володаря перснів» на майже 80%. Значна довжина дозволяє візуальним новелам розповідати такі ж довгі й заплутані історії, як ті, що часто зустрічаються в традиційних романах, зберігаючи при цьому свою розгалужену структуру та дозволяючи їм зосередитися на сумісних сюжетах з дорослою тематикою так, як це не змогли зробити книги «Choose Your Own Adventure» через свої фізичні обмеження.
Багато візуальних новел майже повністю обертаються навколо взаємодій персонажів і виборів діалогу, зазвичай включаючи складні розгалужені діалоги та часто подаючи можливі відповіді гравця слово в слово, як їх сказав би персонаж гравця. Такі ігри, зосереджені на побудові стосунків, в тому числі симулятори побачень, як-от Tokimeki Memorial, і деякі рольові відеоігри, як-от Persona, часто пропонують вибори з різною кількістю прив’язаних до них «балів настрою», які впливають на стосунки та майбутні розмови персонажа гравця з негральними персонажами. Ці ігри часто мають визначений денний цикл із системою планування часу, яка забезпечує контекст і релевантність взаємодій між персонажами, дозволяючи гравцям вибирати, коли і чи взаємодіяти з певними персонажами, що, у свою чергу, впливає на їхні відповіді під час наступних розмов.
Нерідко візуальні новели мають системи моральності. Відомим прикладом є випущена у 2005 році анімована візуальна новела School Days, яку Kotaku описує як таку, що виходить за межі звичайних «чорно-білих систем вибору» (маючи на увазі такі відеоігри, як Mass Effect, Fallout 3 та BioShock), в яких ви «вибираєте бік і дотримуєтеся його», ігноруючи всі інші можливості між ними. Натомість School Days заохочує гравців досліджувати «сіру, нейтральну середину», щоб побачити цікавіші, «погані» кінцівки, наприклад такі, в яких персонажі гинуть чи головний герой не слідує за звичним ходом історії.

#### Кінетичні новели
Кінетичні новели — це візуальні новели з нерозгалуженим сюжетом, схожі на звичайні або графічні романи у мультимедійній формі. Прикладами кінетичних новел є Higurashi No Naku Koro Ni, Muv-Luv Alternative та Digital: A Love Story. Термін вперше використало видавництво Key для своєї новели Planetarian: The Reverie of a Little Planet.

### Гібридні рольові відеоігри
Існують рольові відеоігри, які містять елементи візуальних новел. Відомим на Заході прикладом є Lost Odyssey компанії Mistwalker, рольова відеогра, що містить кілька ретроспективних сцен у стилі візуальної новели під назвою «Тисяча років мрій». Ці сцени були написані відомим японським письменником та лауреатом багатьох нагород Кійоші Шіґемацу. Інший приклад — серія файтинг ігор BlazBlue, розроблена Arc System Works, зі складним фентезі сетингом, де столітній період скинутий невизначену кількість разів із багатьма змінними. Багато розгалужених шляхів у сюжетному режимі можуть служити окремими історіями, але щоб повністю зрозуміти всесвіт гри, гравці повинні розглядати їх разом з подіями аркадного режиму.
Іншим успішним прикладом є серія ігор Sakura Wars від Sega, яка поєднує в собі елементи тактичних рольових ігор та візуальних новел, представивши систему розгалужених виборів у реальному часі, де під час події чи розмови гравець повинен вибрати дію або діалог у межах обмеженого часу або взагалі не відповідати протягом цього часу. Вибір гравця або його відсутність вплине на стосунки персонажа гравця з іншими персонажами та, у свою чергу, на продуктивність персонажів у битві, напрямок сюжету та кінцівку. У пізніших іграх серії було додано кілька варіацій, у тому числі датчик дій, який можна підняти чи опустити, та інший датчик, яким гравець може маніпулювати аналоговим джойстиком залежно від ситуації. Успіх Sakura Wars призвів до хвилі ігор, що поєднують елементи рольових ігор та візуальних новел, включаючи Thousand Arms, Riviera: The Promised Land та Luminous Arc.

## Стиль
Незважаючи на художність прози у візуальних новелах, стиль оповіді у них дещо відмінний від стилю друкованих романів. Так, у візуальних новелах розповідь найчастіше ведеться від першої особи, а не від третьої, і зазвичай події описуються з точки зору лише одного героя.
У типовій візуальній новелі графічна частина складається з набору простих фонів (зазвичай лише по одному для кожної локації в грі) з накладеними на них спрайтами персонажів (立ち絵, tachi-e); перспектива в них, як правило, від першої особи, а головний герой залишається прихованим. У певні ключові моменти сюжету натомість відображаються особливі комп'ютерні графіки — CG; це більш детальні зображення, намальовані спеціально для цієї сцени, а не складені з попередньо визначених елементів, які часто використовують більш кінематографічні ракурси та зображують головного героя. Ці CG зазвичай можна переглядати в будь-який час після того, як вони були «розблоковані» в грі; це дає гравцям мотивацію ще раз пройти гру та спробувати прийняти інші рішення, оскільки зазвичай неможливо переглянути всі спеціальні події за одне проходження.
До 1990-х років більшість візуальних новел використовували піксельну графіку. Особливо поширеною вона була у форматі NEC PC-9801, піксельна графіка якого вважається однією з найкращих в історії відеоігор, відомим прикладом чого є гра Policenauts 1994 року виходу. Існують також візуальні новели, що використовують кадри живої зйомки або відеоматеріали, як-от кілька «звукових новел» від Chunsoft. Найбільш успішним прикладом є Machi, одна з найвідоміших ігор у Японії, де вона посіла 5 місце в опитуванні читачів Famitsu 2006 року про 100 найкращих ігор усіх часів. Гра нагадувала сюжетом телевізійну драму, але дозволяла гравцям досліджувати перспективи різних персонажів та впливати на отриману кінцівку. Іншим успішним прикладом є гра 428: Shibuya Scramble, що отримала відмінну оцінку 40 із 40 в журналі Famitsu.

## Історія
Історія візуальних новел бере свій початок від пригодницької гри The Portopia Serial Murder Case (1983). Вона включала нелінійні елементи, такі як переміщення між різними областями загалом відкритого світу та розгалужену систему діалогів, в якій історія просувається вперед через введення команд, отримання відповідей від інших персонажів та вибори діалогів і порядку подій, а також альтернативні кінцівки, хоча в грі є лише один справжній вбивця, а інші існують для наведення гравця на хибний хід думок. Гра також має функцію телефону, на якому можна набрати будь-який номер, щоб зв’язатися з кількома негральними персонажами. Гра була добре прийнята в Японії за цікаво поданий сюжет і несподіваний сюжетний поворот в кінці, а також за можливість досягнути ціль кількома способами. Невдовзі з’явилась гра в стилі кіберпанк Snatcher, розроблена Хідео Коджімою та випущена для PC-8801 та MSX2 у 1988 році, в якій детектив полює на серійного вбивцю. Іншим більш нелінійним раннім прикладом була Mirrors, випущена Soft Studio Wing для PC-8801 і FM Towns у 1990 році; вона містила розгалужений сюжет, декілька кінцівок і музику на аудіо компакт-диску.
Доволі поширеним серед візуальних новел методом є наявність декількох головних героїв, що розповідають історію гри з різних точок зору. EVE Burst Error (1995), розроблена Хіроюкі Канно та C's Ware, ввела унікальну зміну в систему, дозволяючи гравцеві перемикатися між обома головними героями будь-коли, а не змушуючи їх закінчити сценарій одного головного героя перед тим, як грати в сценарій іншого. EVE Burst Error часто вимагає співпраці між двома героями в різні моменти гри, при цьому вибори в одному сценарії впливають на інший.
Важливою віхою в історії візуальних новел стала гра YU-NO: A Girl Who Chants Love at the Bund of this World (1996), що була розроблена Хіроюкі Канно і є найвідомішою візуальною новелою ELF. Це нелінійна оповідь з науково-фантастичним сюжетом про подорожі у часі та паралельні всесвіти. Гравець може подорожувати між паралельними світами, використовуючи пристрій-відбивач, що використовує певну кількість каменів, щоб позначити якусь позицію як місце повернення, так що, якщо гравець вирішить повернутися, він зможе перейти до того часу в паралельному всесвіті, коли він використав камінь-відбивач. У грі також реалізована оригінальна система під назвою Automatic Diverge Mapping System (ADMS), яка відображає екран, який гравець може перевірити в будь-який час, щоб побачити напрямок, у якому він прямує вздовж розгалужених сюжетних ліній.
YU-NO революціонізувала індустрію візуальних новел, особливо завдяки своїй системі ADMS. Невдовзі публіка почала вимагати амбіційних широкомасштабних сюжетних ліній і музики такої ж якості, як в YU-NO, і на це індустрія відповіла наймом талантів. Згідно Gamasutra: «Жанр знову став абсолютно новою ареною для молодих художників і музикантів, з компаніями, що не боялися ризикувати; ринок процвітав із загальним хвилюванням і ризиками, та став осередком творчості». Система розгалуженої шкали часу мала значний вплив, відкривши «двері для візуальних новел з складнішою структурою та ширшим діапазоном сюжетних ліній, що не вимагали б від гравця проходити гру знову і знову». Як сказано в Nintendo Life, «сучасний жанр візуальних новел просто не існував би без» YU-NO. Системи розгалуженої шкали часу, подібні до YU-NO, також пізніше знайшли своє місце в рольових відеоіграх, таких як Radiant Historia (2010) та PSP версія Tactics Ogre (2010).
Звукові новели Chunsoft, такі як Machi (1998) і 428: Shibuya Scramble (2008), розвинули концепцію кількох перспектив. Вони дозволяють гравцеві перемикатися між точками зору багатьох різних персонажів, при цьому вибір, зроблений з одним персонажем, матиме наслідки для інших. 428, зокрема, має до 85 різних можливих кінцівок. Ще одна популярна візуальна новела, що містить багато точок зору, — Fate/stay night (2004).

## Зміст та жанри
Багато візуальних новел зосереджені на романтичній та сімейній драмі, однак нерідко зустрічаються й такі жанри як наукова фантастика, фентезі, еротика та жахи.

### Доджін ігри (доджін софти)
Доджінші (同人誌, doujinshi) — це японський термін для самовиданих (аматорських) творів. Зокрема до них відносять доджін ігри (同人ゲーム, doujin geemu), які також іноді називають доджін софтами (同人ソフト, doujin sofuto). Такі ігри у форматі візуальних новел часто є фанатськими творами на основі існуючих фандомів (зазвичай присвячених аніме та манзі, іноді телевізійним шоу чи навіть іншим існуючим іграм та візуальним новелам). Доджін ігри, що базуються на романтичних стосунках двох персонажів, відомі як отоме ігри (乙女ゲーム, otome geemu) або симулятори побачень; ті з них, що набувають еротичного характеру, відомі як ероґе (エロゲ, eroge, від англ. erotic game (エロチックゲーム)).

### Еротичний контент
Багато візуальних новел також є ероґе, від 'erotic game'. Ці ігри містять зображення відверто сексуального характеру, до яких можна отримати доступ, пройшовши певні частини гри, і які найчастіше зображують секс головного героя з одним із інших персонажів цієї гри. Як і в інших порнографічних медіа в Японії, сцени із зображенням геніталій підлягають цензурі в оригінальних японських виданнях, а версії без цензури можна знайти лише в ліцензованих виданнях за межами Японії. Деякі ероґе отримують перевидання, що виключають відверті сцени, для продажу їх молодшій аудиторії, як-от порти на ігрові консолі, що не допускають вміст сексуального характеру, а сюжетні лінії, що стосуються вищезгаданих еротичних сцен, часто не адаптуються до інших медіа, якщо це медіа також не є порнографічним за своєю природою, як-от хентай-аніме.
Традиційно візуальні новели на ПК містили відверті сцени, навіть якщо еротика не була основним фокусом гри (подібно до «обов’язкової секс сцени» в голлівудських бойовиках). Однак переважна більшість консольних портів не містить матеріалів сексуального характеру, і значна кількість нещодавно виданих візуальних новел на ПК також націлені на людей будь-якого віку; наприклад, усі новели Key мають цензуровані версії, хоча їх вміст все ще може бути неприйнятним для дітей, а три з них взагалі ніколи не містили еротичного контенту. Усі новели KID також створено для сімейної аудиторії.
Однак деякі з цих ігор пізніше перевидаються з доданням еротичних сцен або мають сиквели з ними. Так, Little Busters! спочатку була видана як візуальна новела для аудиторій будь-якого віку, але пізніше вийшла версія з еротичними сценами під назвою Little Busters! Ecstasy, і хоча Clannad також призначена для всіх віків, її спіноф Tomoyo After: It's a Wonderful Life є еротичною грою.

### Наукова фантастика
У 1986 році компанія Square випустила науково-фантастичну пригодницьку гру Suishō no Dragon для консолі NES. Гра містила кілька нововведень, зокрема використання анімованих зображень в багатьох сценах, а також інтерфейс, схожий на point-and-click інтерфейс для консолей на кшталт того, що можна побачити в The Portopia Serial Murder Case, але який використовував для представлення різних дій візуальні значки, а не текстові. Подібно до NES версії Portopia Serial Murder Case, її інтерфейс містив курсор, який можна було переміщати по екрану за допомогою D-pad для дослідження місцевості, хоча курсор у Suishō no Dragon також використовувався для натискання візуальних значків дій.
Хідео Коджіма (відомий створенням Metal Gear) почав працювати в індустрії відеоігор, надихнувшись The Portopia Serial Murder Case, а пізніше почав створювати власні пригодницькі відеоігри. Наступного року після завершення Коджімою роботи над стелс-грою Metal Gear, Konami випустила його першу пригодницьку гру: Snatcher (1988) — амбітна детективна новела у стилі кіберпанк, що високо оцінювалася в той час за інновативний для відеоігор стиль оповіді, кінематографічні кат-сцени і дорослу тематику. Вона мала постапокаліптичний науково-фантастичний сетинг, головного героя з амнезією та містила деякі елементи шутерів. Її також хвалили за графіку, саундтрек, якісну прозу, що нагадує прозу друкованих романів, озвучку, яку можна порівнювати з грою у фільмах та радіодрамамах, а також внутрішньоігрову комп’ютерну базу даних з документами, що розкривають світ гри. Sega CD версія Snatcher протягом тривалого часу була єдиною значною візуальною новелою, випущеною в Америці, де вона, незважаючи на низькі продажі, стала культовою класикою.
Після Metal Gear 2: Solid Snake Коджіма випустив свою наступну пригодницьку гру Policenauts (1994) з point-and-click інтерфейсом, що є раннім прикладом відеогри із значною кількість озвученого тексту. Вона мала жорсткий науково-фантастичний сетинг, тему дослідження космосу, сюжет, натхненний стародавньою японською казкою про Урашіму Таро, та містила кілька FMV. Геймплей багато в чому нагадував Snatcher, але з point-and-click інтерфейсом та елементами шутера від першої особи. Також у Policenauts були введені підсумкові екрани, що мали б нагадувати гравцеві про основні моменти сюжету після перезавантаження збереженої гри. А версія Policenauts для PlayStation могла зчитувати картку пам’яті пристрою та додавати в гру особливі діалоги, якщо на ньому присутній файл симулятора знайомств Tokimeki Memorial, також випущеного Konami. Пізніше Коджіма повторно використає ці функції в Metal Gear Solid. З 1997 по 1999 Коджіма розробив серію ігор Tokimeki Memorial Drama Series, що були адаптацією Tokimeki Memorial у форматі пригодницької відеогри. Іншими відомими прикладами науково-фантастичних візуальних новел є Yu-No (1996) від ELF, та Chaos;Head (2008) і Steins;Gate (2009) від 5pb.

### Накіґе та уцуґе
Популярними піджанрами візуальних новел є накіґе (泣きゲー, плаксива гра), яка зазвичай все-таки має щасливий кінець, і уцуґе (鬱ゲー, депресивна гра), що може його й не мати. Межі цих жанрів доволі нечіткі, і в цілому вони були започатковані паралельно наприкінці 1990-х та на початку 2000-х років роботами співзасновника Key, сценариста, письменника і композитора Джуна Маеди; і роботами Хірохіко Йошіди, випущених його дочірньою компанією Âge, особливо Kimi ga Nozomu Eien та її наступниками, з яких варто виокремити Muv-Luv. Кінцева мета накіґе та уцуґе — встановити емоційний зв’язок з персонажами через дослідження їхніх особистостей і стосунків, що розвиваються через драму сюжетної лінії гри, а також викликати емоційний резонанс у гравця; повторні проходження утворюють багатошарову розповідь з насиченим набором персонажів. Ігри видавництва Key часто мають схожу будову: комедійна перша половина зі зворушливою романтичною серединою, за якою йде трагічне розставання і, нарешті (хоча не завжди), емоційне возз’єднання. На цю формулу в першу чергу вплинули YU-NO: A Girl Who Chants Love at the Bound of this World (1996) від Хіроюкі Канно та To Heart (1997) від Leaf, і далі вона була розвинена в One: Kagayaku Kisetsu e (1998) від Tactics. Після завершення One, команда розробників залишила Tactics і створила Key, де вони розробили свою першу гру Kanon, також побудовану за цією формулою. За словами Сатоші Тодоме в його книзі «Історія відеоігор для дорослих», Kanon «викликала сильний ажіотаж [і] тримала геймерів у нетерпінні аж до її випуску. Наразі це була лише одна гра, випущена Key, і все ж [вона] вже спричинила великий шок в індустрії. Та два роки потому вже інша гра [Air] викликала ще більше потрясіння. Air була настільки ж ажіотажною і добре сприйнятою».
Формула «плаксивої гри» Key, успішно використана в One і Kanon, пізніше була запозичена іншими компаніями, що розробляють візуальні новели, для створення власних «плаксивих ігор». Прикладами цього є: Kana: Little Sister (1999) від Digital Object, серія ігор Memories Off (1999 onwards) від KID, D.C.: Da Capo (2002) від Circus, Wind: A Breath of Heart (2002) від Minori та Snow (2003) від Studio Mebius (під Visual Arts).
Однією з найвідоміших візуальних новел цього піджанру є Clannad від Key, написана Джуном Маедою, Юічі Судзумото та Каєм і Тоєю Окано. Історія випущеної у 2004 році новели оберталася навколо центральної теми цінності сім’ї. Вона була визнана найкращою бішоджьо грою всіх часів за результатами опитування, проведеного журналом Dengeki G's Magazine. Вона послужила основою для медіа-франшизи з успішними адаптаціями до ранобе, манги, анімаційного фільму і відомого аніме-серіалу.
У 2008 році кілька візуальних новел Key були згадані в опитуванні Dengeki про десять найбільш плаксивих ігор усіх часів, у якому Clannad посіла друге місце, Kanon четверте, Air сьоме і Little Busters! десяте. У 2011 році кілька візуальних новел також потрапили в опитування Famitsu про 20 найбільш плаксивих ігор усіх часів: Clannad на четвертому місці, Steins;Gate на шостому, Air на сьомому, Little Busters! на десятому і 428: Shibuya Scramble на чотирнадцятому.

### Жахи
Після розробки The Portopia Serial Murder Case Chunsoft випустила Otogiriso в 1992 році. Коічі Накамура замислив ідею гри після того, як показав свою роботу над рольовими відеоіграми Dragon Quest дівчині, з якою він тоді зустрічався. Виявивши, що вони їй не подобаються, він вирішив створити відеогру «для людей, які раніше не грали в відеоігри». Надихаючись однією з перших ігор жахів на виживання Sweet Home, він розробив її в інтерактивну історію жахів. Наступна гра Chunsoft, Kamaitachi no Yoru, також стала бестселером і мала великий вплив на індустрію.
Higurashi no Naku Koro ni — візуальна новела жахів 2002 року від 07th Expansion, на яку сильно вплинув піджанр «плаксивої гри». Ryukishi07 з 07th Expansion згадував у 2004 році, як на нього вплинули роботи Key та Tsukihime під час планування Higurashi no Naku Koro ni. Він грав у їхні ігри, а також в інші візуальні новели і аналізував їх, щоб спробувати визначити, чому вони такі популярні. Він вирішив, що секрет цих історій у тому, що вони починаються зі звичайних, приємних днів, але потім раптово відбувається подія, що змушує гравця плакати від шоку. Він використав подібну модель як основу для Higurashi, але замість того, щоб довести гравця до сліз, Ryukishi07 хотів налякати його, додавши елементи жахів. Інші приклади візуальних новел на тему жахів: Animamundi: Dark Alchemist, Higanbana no Saku Yoru ni, Umineko no Naku Koro ni, Ookami Kakushi, Imabikisou, Saya no Uta, Doki Doki Literature Club! і Corpse Party.

## Найвизначніші ігри
- Tsukihime[44]
- Fate/stay night[44]
- Ever 17: The Out of Infinity[44]
- Utawarerumono[44]
- Planetarian ~Chiisana Hoshi no Yume~[44]
- Higurashi no Naku Koro ni[44]
- Saya no Uta[44]
- Chaos;Head[44]

## Українські візуальні новели
Декілька років поспіль проходить конкурс зі створення візуальних новел українською Ukrainian Visual Novel Jam.